# Lado a Lado
Lado a Lado ist eine brasilianische Telenovela, die zwischen dem 10. September 2012 und dem 8. März 2013 vom Sender Rede Globo erstmals ausgestrahlt wurde. Die Originalversion umfasst 154 Folgen. Es ist eine historische Telenovela (1903–1911) über Feminismus und die Gleichberechtigung der Rassen. Erzählt wird die Geschichte von Laura (Marjorie Estiano), Tochter eines Aristokraten, und Isabel (Camila Pitanga), Tochter von Sklaven, und ihrem Kampf für die Freiheit.

## Handlung
Lado a Lado spielt in Rio de Janeiro zu Beginn des 20. Jahrhunderts und erzählt die Geschichte einer Freundschaft zwischen zwei Frauen: Isabel, Nachfahrin eines armen Sklaven, und Laura, ein weißes Mädchen, Tochter einer Baronin. Trotz ihrer sehr unterschiedlichen Herkunft und Kultur freunden sich die beiden Mädchen sehr eng an und setzen sich für eine Zukunft der Gleichheit zwischen Männern und Frauen und zwischen schwarzen und weißen Menschen ein. Eine ihrer härtesten Gegnerinnen ist dabei Baronin Constância, Lauras Mutter, die sich strikt weigert, die Innovationen des zwanzigsten Jahrhunderts zu akzeptieren.

## Besetzung

### Hauptdarsteller
| Schauspieler        | Rolle                |
| ------------------- | -------------------- |
| Marjorie Estiano    | Laura Assunção       |
| Camila Pitanga      | Isabel Nascimento    |
| Lázaro Ramos        | Zé Maria dos Santos  |
| Thiago Fragoso      | Edgar Vieira         |
| Patrícia Pillar     | Constância Assunção  |
| Werner Schünemann   | Dr. Alberto Assunção |
| Alessandra Negrini  | Catarina Ribeiro     |
| Sheron Menezzes     | Berenice             |
| Maria Padilha       | Diva Celeste         |
| Milton Gonçalves    | Seu Afonso           |
| Isabela Garcia      | Celinha              |
| Tuca Andrada        | Frederico Martins    |
| Maria Clara Gueiros | Neusinha             |
| Caio Blat           | Fernando Vieira      |
| Cássio Gabus Mendes | Bonifácio Vieira     |
| Bia Seidl           | Margarida Vieira     |
| Paulo Betti         | Mário Cavalcante     |
| Klebber Toledo      | Umberto              |
| Daniel Dalcin       | Teodoro              |
| Emílio de Mello     | Caio Guerra          |
| Christiana Guinle   | Carlota Passos       |
| André Arteche       | Luciano              |
| Zezeh Barbosa       | Jurema               |
| Marcello Melo       | Caniço               |
| Claudio Tovar       | Padre Olegário       |
| Susana Ribeiro      | Tereza Praxedes      |
| Guilherme Piva      | Delegado Praxedes    |
| Débora Duarte       | Eulália Praxedes     |
| Priscila Sol        | Sandra Praxedes      |
| Álamo Facó          | Quequé               |
| George Sauma        | Jonas                |
| Rui Ricardo Dias    | Percival             |
| Tião D’Ávila        | Isidoro              |
| Juliane Araújo      | Alice Passos         |
| Romis Ferreira      | Luiz Neto            |
| Laís Vieira         | Etelvina             |
| Jurema Reis         | Gilda                |

## Soundtrack
| Nr. | Titel                                                              | Interpret                           | Länge |
| --- | ------------------------------------------------------------------ | ----------------------------------- | ----- |
| 1   | A Flor E O Espinho                                                 | Sururu Na Roda                      | 3:23  |
| 2   | Grande Amor                                                        | Martinho da Vila                    | 4:16  |
| 3   | De Onde Vem A Calma                                                | Los Hermanos                        | 4:10  |
| 4   | Namora Comigo                                                      | Mart’nália feat. Djavan             | 3:45  |
| 5   | Quarto de Dormir                                                   | Marcelo Jeneci                      | 4:48  |
| 6   | Sei                                                                | Nando Reis and Os Infernais         | 3:19  |
| 7   | Inferno                                                            | Nação Zumbi                         | 4:40  |
| 8   | Samba de Primeira                                                  | Marcelo D2                          | 2:54  |
| 9   | A Voz do Morro                                                     | Diogo Nogueira                      | 3:20  |
| 10  | Liberdade! Liberdade! Abra as Asas sobre Nós                       | Dominguinhos do Estácio             | 3:12  |
| 11  | O Mundo É Um Moinho                                                | Beth Carvalho                       | 2:58  |
| 12  | Me Deixa Em Paz                                                    | Milton Nascimento and Alaíde Costa  | 3:02  |
| 13  | O Orvalho Vem Caindo / Fita Amarela / Até Amanhã / Palpite Infeliz | Gal Costa                           | 4:27  |
| 14  | Isto É Bom                                                         | Mariene de Castro                   | 4:48  |
| 15  | Olhos Castanhos                                                    | Daniel Peixoto feat. George Michael | 4:00  |
| 16  | Para Uso Exclusivo da Casa                                         | Dhi Ribeiro                         | 4:21  |

## Auszeichnungen

### Nominierungen
International Emmy Award (2013):
- Beste Telenovela

Extra (2013):
- Best Kostüme

CEAP (Centro de Articulação de Populações Marginalizadas) 2013:
- Bestes Kommunikationsmittel für die Situation von Randgruppen

CPG 2012:
- Beste Kostüme
- Beste Szenografie

TV Press 2012:
- Bester Autor – João Ximenes Braga und Cláudia Lage
- Beste Kamera – Walter Carvalho

Noveleiros 2012:
- Bestes Romantisches Paar – Laura (Marjorie Estiano) und Edgar (Thiago Fragoso)[12]

### Auszeichnungen
Melhores do Ano – UOL (2013):
- Beste Schauspielerin – Marjorie Estiano und Patrícia Pillar
- Bester Schauspieler – Lázaro Ramos
- Beste Telenovela – Lado a Lado

Extra (2013):
- Bester Schauspieler – Thiago Fragoso und Lázaro Ramos
- Beste Nebendarstellerin – Patricia Pillar
- Beste Telenovela
- Best Makeup

Contigo (2013):
- Beste Schauspielerin – Marjorie Estiano
- Bester Schauspieler – Thiago Fragoso
- Bester Darsteller Child – Cauê Campos
- Bester Autor – João Ximenes Braga und Claudia Lage
- Beste Regie – Dennis Carvalho
- Beste Telenovela

Quem (2012):
- Bester Schauspieler – Thiago Fragoso